# 大阪北港駅
大阪北港駅（おおさかほっこうえき）は、大阪府大阪市此花区にあった日本国有鉄道（国鉄）桜島線貨物支線の貨物駅である。

## 歴史
大阪北港駅があったあたりはもともと、遠浅の海が広がり大阪市民が潮干狩りや海水浴などを楽しむ行楽地であった。ここを埋め立てて築港を行う計画が始まったのは1931年（昭和6年）5月のことで、大阪北港株式会社が築港事業を実施した。同社は1944年（昭和19年）までかけて約60万平方メートルの土地を造成した。大阪北港駅へ至る貨物線は、もともとこの土地造成工事に使用されていた線路を転用したものであった。第二次世界大戦中は、この大阪北港は南方への軍需物資積み出し拠点とされていたため、そうした軍事輸送を視野に入れたものであった。安治川口駅から大阪北港駅までは1943年（昭和18年）11月21日に開通した。この際安治川口駅の手前、西九条側から分岐して大阪北港駅へ至る配線とされ、安治川口駅から向かう場合には一旦引き上げ線に入って折り返す、スイッチバック運転を行う構造となっていた。
しかし第二次世界大戦の敗北により軍需輸送はなくなり、戦災により北港方面にあった事業所も機能を停止して、事実上貨物線の利用はない状態となった。さらに地盤沈下の影響により日常的に冠水している土地もあるなど、北港方面は荒廃した状態で放置されていた。このため、北港線は不要となった土砂や石炭灰などを輸送する程度の利用に留まっていた。1948年（昭和23年）7月に大阪北港駅構内に国鉄燃料製造株式会社が設立され、蒸気機関車の燃料に用いる練炭の製造を行うようになって、北港線はこの輸送を担うようになった。1952年（昭和27年）10月からは大阪市により地域の整備事業が始められ、地盤の嵩上げが実施され、産業の復興も進むようになった。
昭和30年代に入ると、もともと日本国有鉄道（国鉄）・大阪ガス・住友商事の3者の所有地が大半であった北港地区をばら積み貨物の取り扱い用に整備する事業が始められ、これに伴って大阪市へ土地の譲渡が行われて大阪北港駅も移転することになった。従来、北港入堀（北港地区南側の、梅町地区や桜島地区との間にある海）沿いに敷設されていた大阪北港駅貨物ヤードは、1966年（昭和41年）末に北港地区中央部に移設された。この際に元の北港入堀方面にあった国鉄燃料製造まで専用線が敷設されている。大阪北港駅へ至る線路も嵩上げが行われ、大阪北港駅からさらに西へ貯炭場までの延長775 mの臨港鉄道が敷設された。
その後、貨物輸送の自動車への転移が進むにつれて、臨港鉄道の利用は低迷するようになっていった。国鉄では財政再建のため、1982年（昭和57年）11月15日付けで大阪北港駅を独立した駅としては廃止とし、安治川口駅の側線扱いでの営業とした。一方、1979年（昭和54年）3月に港湾審議会において阪神高速5号湾岸線や此花大橋の整備が決定されたが、これらと国鉄貨物線との交差が課題となっていた。そこで、1982年12月に国鉄に対して北港ヤードの移設や公共臨港線の廃止が大阪市から申し入れられ、撤去費用を大阪市が負担することで協議が整った。1985年（昭和60年）3月15日に安治川口駅側線扱いでの営業も終了し、大阪市が施設の撤去を行ったうえで、跡地1.74ヘクタールは石炭保管用地と港湾運送事業用地に転用された。

### 年表
- 1943年（昭和18年）11月21日：開業[1]。
- 1961年（昭和36年）4月25日：大阪環状線の開業に伴う路線名改称により、桜島線貨物支線の駅となる。
- 1982年（昭和57年）11月15日：書類上廃止となる[2]が、安治川口駅の側線扱いで営業を継続[1]。
- 1985年（昭和60年）3月15日：安治川口駅の側線扱いでの営業も終了[1]。

## 隣の駅
日本国有鉄道
桜島線貨物支線（北港貨物線）
安治川口駅 - 大阪北港駅